# Klorofyll d
Klorofyll d är en form av klorofyll som upptäcktes av Harold Strain och Winston Manning 1943. Det förekommer hos en del marina rödalger och cyanobakterier och används för att absorbera solenergi för fotosyntesen. Klorofyll d har sin absorptionstopp vid ungefär 720 nm (in vivo); det vill säga i nära infrarött och just utanför det synliga området. 1996 uppäcktes en cyanobakterie, Acaryochloris marina, av Shigeto Miyachi, som hade över 90% klorofyll d (resten var klorofyll a). Klorofyll a är normalt den primära elektrondonatorn till elektrontransportkedjan i fotosyntesen, men hos A. marina har klorofyll d ersatt klorofyll a åtminstone i fotosystem I. Att klorofyll d absorberar ljus av längre våglängder gör det lämpligt för fotosyntetiserande organismer på större djup där det inte finns så mycket ljus i det synliga området.
Strukturskillnaden mellan klorofyll a och klorofyll d är att klorofyll a har en vinylgrupp på position C-3 i klorinringen medan klorofyll d har en aldehydgrupp där. 
|                                  |  |
| Strukturmodeller av klorofyll d. |  |